# Chancellerie d'État de Saxe

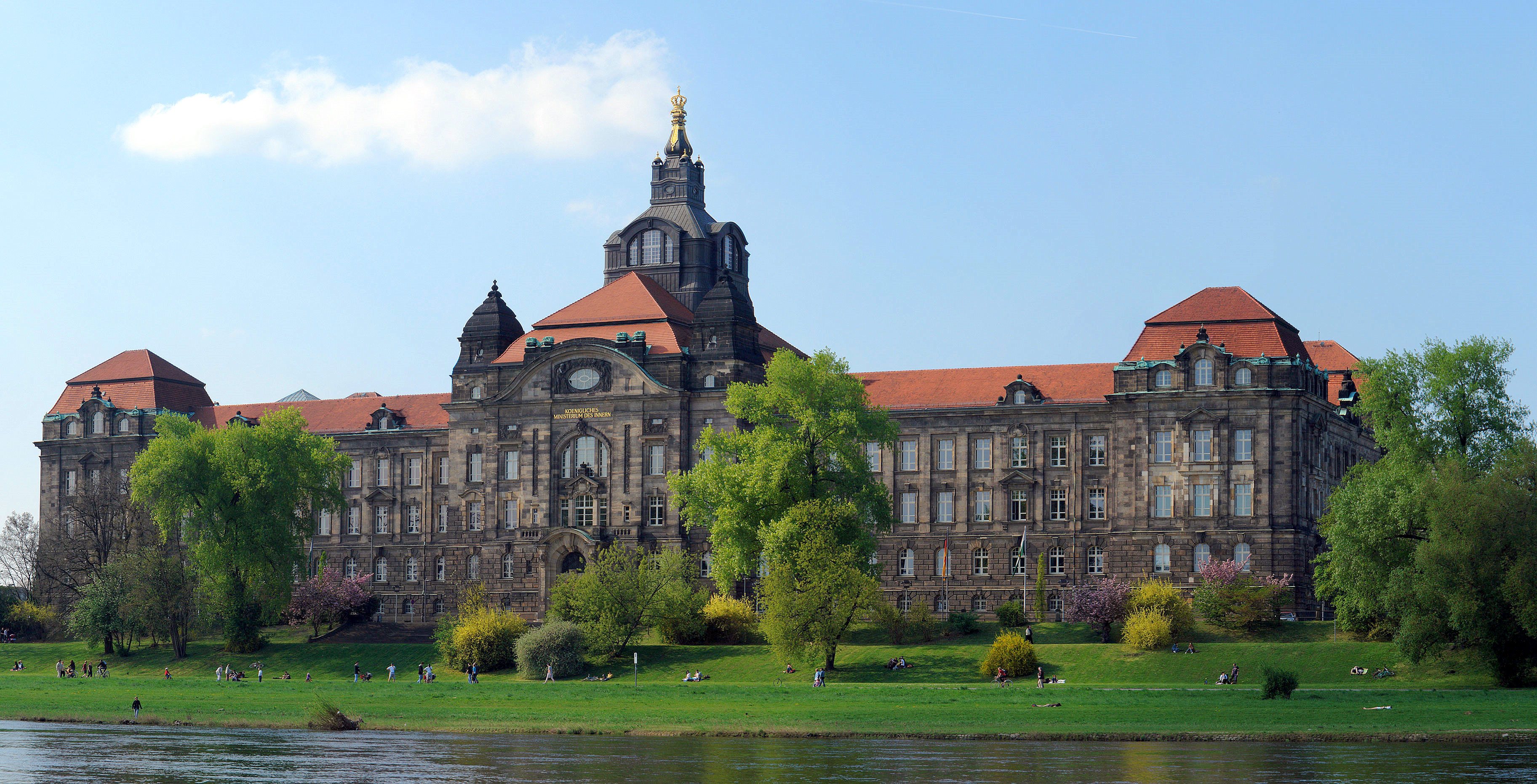
La Chancellerie d'État de Saxe

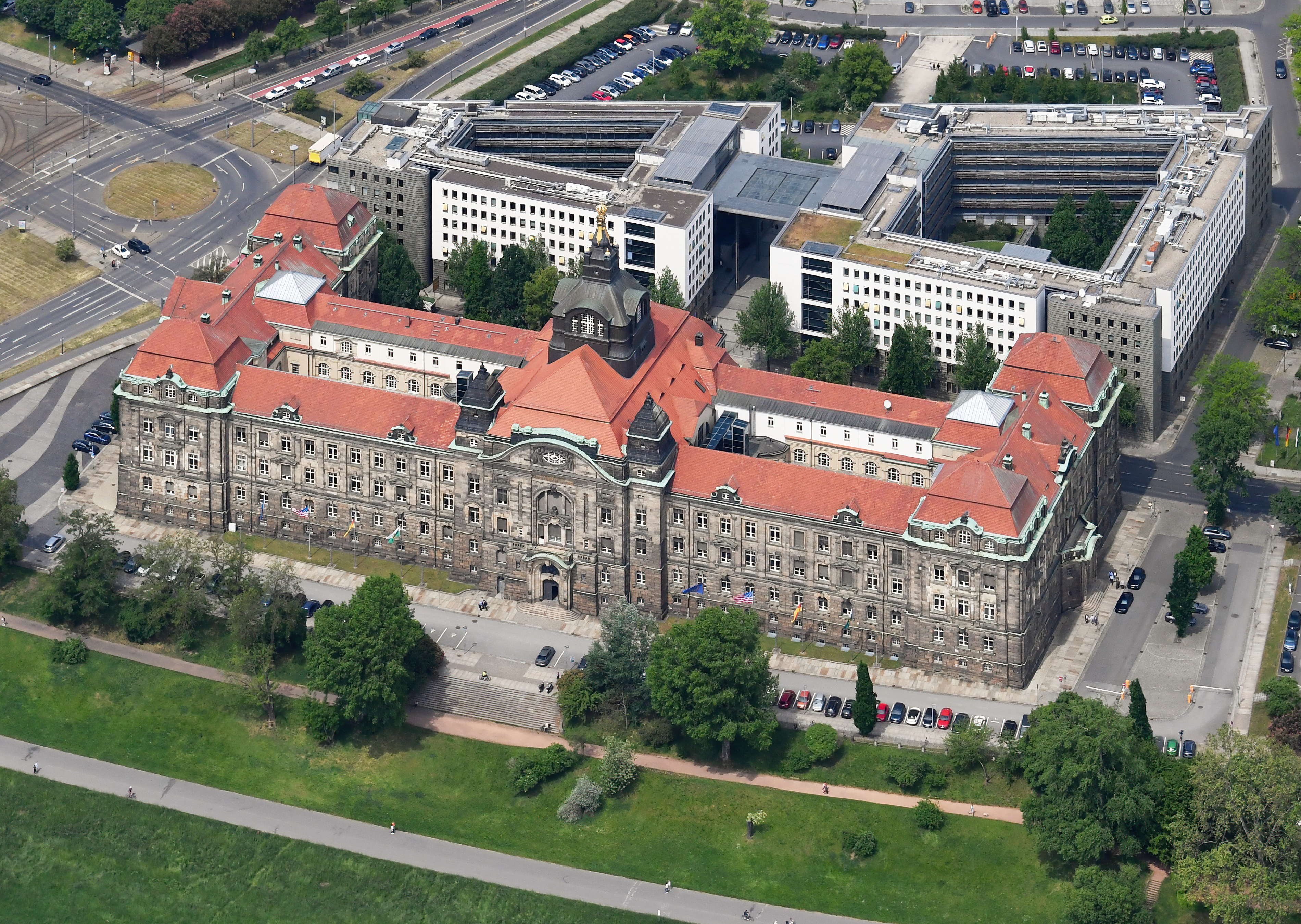
Vue aérienne de la Chancellerie d'État de Saxe

La Sächsische Staatskanzlei (Chancellerie d'État de Saxe) est le bâtiment où siège le Ministre-Président de Saxe. Il est situé à Dresde, sur la rive nord de l'Elbe, et a été créé en 1995. Le Staatskanzlei est géré par le Ministre d'Etat de la Staatskanzlei.
L'État Libre de Saxe avait déjà établi un Staatskanzlei entre 1918 et 1945. Le bâtiment avait été utilisé par le Rat des Bezirkes (Conseil de Districts) de Dresde après que la République Démocratique allemande ait mis en place les subdivisions Bezirk ("districts") en 1952.

## Bâtiment
Il a été construit entre 1900 et 1904 dans un style Historiciste. La couronne d'or sur le toit était un symbole visible de l'autorité dans le Royaume de Saxe durant les dernières années de l'Empire allemand. Sur le bâtiment figurent toujours aujourd'hui les inscriptions Königliches Ministerium des Inneren (Ministère Royal de l'Intérieur).

## Rôles

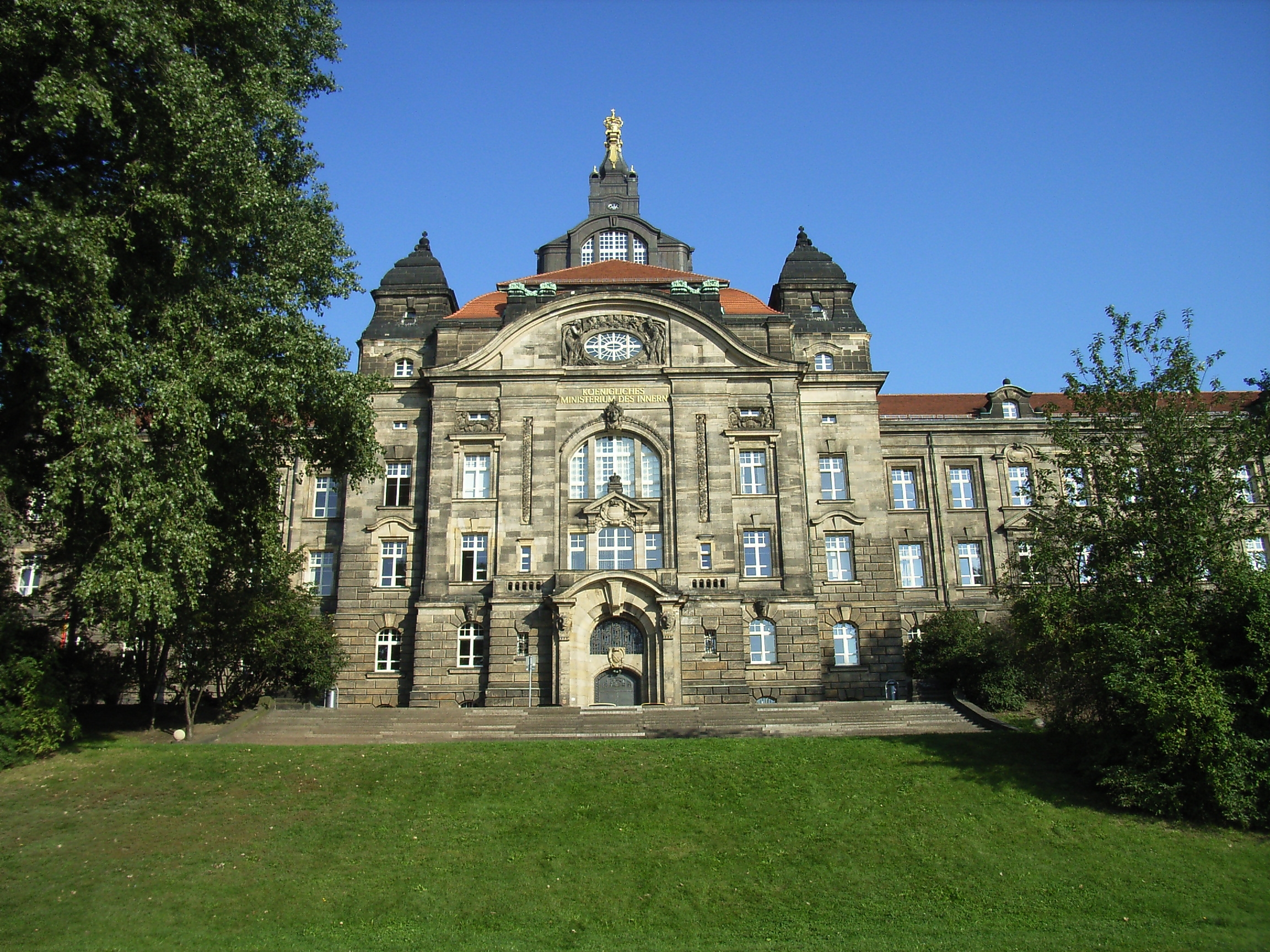
Le pignon de l'aile centrale

- Appuyer le Ministre-Président dans la vie politique
- Évaluation des lois adoptées concernant leur constitutionnalité
- Questions régionales sur l'état
- Correspondance au Landtag de Saxe
- Correspondance à la République Fédérale et aux 15 autres États allemands
- Coordination des affaires extérieures du gouvernement (entre le gouvernement Fédéral, l'Union Européenne et les autres états)
- Représentation de la Saxe, avec des bureaux à Berlin et Bruxelles
- Coordination des relations internationales, en particulier les affaires frontalières avec la Pologne et la République Tchèque
- Pétitions pour les grâces (adressées au Ministre-Président)
- Médias politiques